# 全面通缉 (法律术语)
全境通緝（英語：all-points bulletin）一般是由任何美国或加拿大执法机构向有關个人或其他执法机构发出的通告。其内容一般包括通緝犯或嫌疑犯的信息。全境通缉的目的一般都是危險或者已經失蹤的個人。APB被美国警察使用至少可以追溯到1960年。
全境通緝又被稱為BOLO或者BOL，「be on the look-out」的縮寫。

## 其他英聯邦王國用法
澳大利亞執法機構使用另一個較長的縮寫：KALOF或者KLO4（Keep a look-out for的縮寫）以代表全境通緝。
英國也使用一種相似的通緝系統：APW即「all-ports warning」，將嫌疑犯的信息分發至各機場，港口以及國際鐵路站點用以檢測嫌犯是否已經出境。
由於此類地點有著大量的乘客，英國警方通常聯繫指定客運站並以個人單位分發嫌犯的特徵。